# Shelby (Montana)
Pour les articles homonymes, voir Shelby.
La ville de Shelby est le siège du comté de Toole, situé dans le Montana, aux États-Unis.